# Diána Blake
Diána az eredeti szériában a kényes szépség szerepét töltötte be a Rejtély Rt.-n belül, aki kifejezetten ügyetlen. Személyiségén nem estek soha komolyabb változtatások, csak a 90-es évek körül. Elsőként a Scooby-Doo és a 13 szellem c. sorozatban jelent meg az eredetitől eltérő személyiséggel. Mivel ebben a szériában sem Fred, sem Vilma nem volt jelen, csak Bozont, Scooby, Scrappy és Flim Flam, ezért Diánának jutott a csapatvezető szerep, aki sokkal ügyesebb és okosabb. Vilma szerepét betöltve általában ő rakta össze a kisebb részeket. A 90-es korai megrendezett-filmekben Diána felnőttként érettebb, okosabb, ám ügyetlensége pont ugyanolyan. Riporterré lesz, aki okosabbnak tűnik, mint az akkori Fred Jones. A 2000-es új megrendezett-filmekben Diána visszatért eredeti, ügyetlen szerepébe, ahogy az új Mizújs, Scooby-Doo? sorozatban is. A Scooby-Doo: Rejtélyek nyomában c. sorozatban már teljesen elérzékenyül és könnyen sérthetővé válik. A 2010-es megrendezett filmekben Diána okosabbá vált, habár még mindig ügyetlen volt. Freddel szorosabbá vált a kapcsolata, ahogy az összes élőszereplős filmben is, valamint a Scooby-Doo: Rejtélyek nyomában is.
Diánának világ életében alapszíne a lila. Régen és eredetileg is lila ruhában, rózsaszín harisnyában, zöld vagy rózsaszín hajpánttal, vörös hajjal ábrázolták, valamint zöld sállal. A Scooby-Doo és a 13 szellem c. sorozatban megjelenése nagyon megváltozott: haja rövidebbé vált, így hajpántra se lett szüksége, férfiasabb, ám még mindig lila ruhában ábrázolták. A régebbi, korai megrendezett filmekben felnőttként lila blézerrel, zöld ujjatlannal ábrázolták, hosszú hajjal, de hajpánt nélkül. Harisnyája eltűnt, lila színei tompítottá váltak. A Mizújs, Scooby-Doo?-ban az eredeti megjelenéshez zöld retikült adtak és kendője eltűnt. Ugyanígy ábrázolták a 2000-es megrendezett filmekben is. A 2010-es megrendezett filmekben is így ábrázolták, lila szemmel. A Scooby-Doo! Rejtélyek nyomában-ban Diána alacsonnyá vált, de ábrázolása nem változott.

## A karakter megjelenése

### Sorozatok
- Scooby-Doo, merre vagy? (1969–1970)
- Scooby-Doo újabb kalandjai (1972–1973)
- A Scooby-Doo-show (1976–1978)
- Scooby-Doo és Scrappy-Doo (25 perces változat) (1979–1980)
- Az új Scooby-Doo és Scrappy-Doo-show (1983–1984)
- Scooby-Doo és a 13 szellem (1985)
- Scooby-Doo, a kölyökkutya (1988–1991)
- Johnny Bravo (1997–2004) (vendégszereplő)
- Mizújs, Scooby-Doo? (2002–2005)
- Bozont és Scooby-Doo (2006–2008) (vendégszereplő)
- Scooby-Doo: Rejtélyek nyomában (2010–2013)
- Csak lazán, Scooby-Doo! (2015–2018)
- Scooby-Doo és (sz)társai (2019–jelen)

### Egész estés rajzfilmek és élőszereplős filmek
- Scooby-Doo Hollywoodba megy (1979)
- 1998-tól napjainkig az összes egész estés rajzfilmekben és élőszereplős filmekben.

## Rokonok
- George Robert Nedley Blake és Elizabeth Blake: Diána szülei. A Scooby-Doo: Rejtélyek nyomában-ban, azonban a két név elnevezése Barty Blake és Nan Blake.
- Daisy: Diána húga, az orvos.
- Dawn: Diána húga, egy modell.
- Dorothy: Diána húga, egy autóversenyző.
- Delilah: Diána nővére.
- Matt Blake: Diána nagybátyja, a farmer.
- John "JJ" Maxwell: Diána nagybátyja, a filmrendező.
- Olivia Dervy: Diána nagynénje.
- Jennifer: Diána unokatestvére.
- Danica LaBlake: Diána unokatestvére, a híres francia modell.
- Shannon Blake: Diána skót unokatestvére.
- Anne Blake: Diána fiatalabb unokatestvére.
- Thornton Blake V: Diána nagybátyja, egy golfpálya tulajdonosa.

## Szinkronhangjai, megszemélyesítői

### Megszemélyesítője
- Sarah Michelle Gellar (Scooby-Doo – A nagy csapat, 2002 / Scooby-Doo 2. – Szörnyek póráz nélkül, 2004)
- Emily Tennant (Fiatal Diána, Scooby-Doo 2. – Szörnyek póráz nélkül, 2004)
- Kate Melton (Scooby-Doo! Az első rejtély, 2009 / Scooby-Doo és a tavi szörny átka, 2010)
- Sarah Jeffery (Diána és Vilma, 2018)

### Eredeti szinkronhangok
- Indira Stefanianna Christopherson (Scooby-Doo, merre vagy? (1. évad), 1969)
- Heather North Kenney (1970–1985 / Johnny Bravo, 1997 / Scooby-Doo és a vámpír legendája, 2003 / Scooby-Doo és a mexikói szörny, 2003)
- Kellie Martin (Scooby-Doo, a kölyökkutya, 1988–1991)
- Mary Kay Bergman (1998–2000)
- Grey Griffin (2001–jelen)
- Amanda Seyfried (Scooby!, 2020)
- Mckenna Grace (Fiatal Diána, Scooby!, 2020)

### Magyar szinkronhangok
- Csondor Kata (90-es évek elején, Az új Scooby-Doo és Scrappy-Doo-showban)
- Hámori Eszter (1998–jelen)
- Mezei Kitty (2007-ben, a Johnny Bravo Szellemes történetek című rész, 2. szinkronjában)
- Talmács Márta (Scooby-Doo, a kölyökkutya, 2012)
- Kisfalvi Krisztina (Lego Scooby-Doo – Tajték-parti bingóparti, 2017 / 2020-ban, az Odaát ScoobyNatural (Scooby-Doo és a Winchester fivérek) című részében)
- Mentes Júlia (Diána és Vilma, 2019)
- Csuha Bori (Énekhang, Scooby-Doo és (sz)társai, 2020)
- Kobela Kira (Fiatal Diána, Scooby!, 2020)